# Natalie Portman
Natalie Hershlag (hebrejsko נטלי פורטמן), bolje poznana kot Natalie Portman, ameriško-izraelska filmska, gledališka in televizijska igralka, * 9. junij 1981, Jeruzalem, Izrael.
Prva vloga Natalie Portman je bila vloga sirote, ki jo posvoji morilec v francoskem filmu Léon (1994), a zaslovela je šele z vlogo Padmé Amidala v filmu Vojna zvezd Epizoda I: Grozeča prikazen iz filmske trilogije Vojna zvezd. Leta 1999 se je vpisala na Harvard, kjer je študirala psihologijo, v tem času pa je še vedno delala kot igralka. Diplomirala je leta 2003.
Leta 2001 je Natalie Portman v javnem gledališču v New York Cityju zaigrala v gledališki igri The Seagull Antona Chekhova. Leta 2005 je bila nominirana za oskarja v kategoriji za »najboljšo stransko igralko« ter prejela zlati globus v kategoriji za »najboljšo stransko igralko - Film« za svoj nastop v filmu Bližnji odnosi. Prejela je tudi nagrado Constellation Award v kategoriji za »najboljši ženski nastop« in nagrado Saturn Award v kategoriji za »najboljšo igralko« za film V kot vroče maščevanje (2006). Zaigrala je glavni vlogi v zgodovinskih dramah Goyeve prikazni (2006) in Druga sestra Boleyn (2008). Maja 2008 je pri sedemindvajsetih letih postala najmlajša članica porote na 61. filmskem festivalu v Cannesu. Režiserski prvenec Natalie Portman, Eve, je izšel na beneškem filmskem festivalu leta 2008.
Leta 2011 je Natalie Portman prejela oskarja, nagrado BAFTA, nagrado Screen Actors Guild Award in zlati globus v kategoriji za »najboljšo igralko« za svojo upodobitev Nine v filmu Črni labod.

## Zgodnje življenje
Natalie Portman se je rodila v Jeruzalemu, Izrael. Je edini otrok Shelley (rojena Stevens), ameriške gospodinje in danes agentke Natalie Portman, ter Avnerja Hershlaga, izraelskega specialista za plodnost in ginekologa. Po mamini strani ima judovske prednike, ki so se preselili v Združene države Amerike iz Avstrije in Rusije (družina njene je priimek iz »Edelstein« spremenila v »Stevens«). Očetovi predniki pa so bili judje, ki so se iz Romunije in Poljske preselili v Izrael. Njen dedek po očetovi strani, katerega starši so umrli v Auschwitzu, je bil izraelski ekonomski profesor, njena prababica, ki se je rodila v Romuniji, pa je med 2. svetovno vojno vohunila za Združeno kraljestvo.
Njeni starši so se spoznali v študentskem centru Ohijske univerze, kjer je njena mama prodajala vstopnice. Njen oče se je kasneje vrnil v Izrael in ko ga je njena mama čez nekaj let obiskala, sta se tam tudi poročila. Leta 1984, ko je bila Natalie Portman stara tri leta, se je družina preselila v Združene države Amerike, kjer je njen oče začel s svojim medicinskim usposabljanjem. Natalie Portman, ki ima še danes tako izraelsko kot ameriško državljanstvo, je dejala, da »čeprav res obožujem Združene države … je moje srce v Jeruzalemu. Tam se počutim doma.«
Najprej je družina Natalie Portman živela v Washingtonu, D.C., nato pa so se leta 1988 preselili v Connecticut in se nazadnje, leta 1990, naselili v Long Islandu, New York.

### Šolanje
V Washingtonu, D.C. je Natalie Portman obiskovala judovsko dnevno šolo Charlesa E. Smitha. Hebrejsko se je poleg angleščine naučila govoriti v judovski osnovni šoli Solomona Schechterja v Glen Coveu, New York. Srednjo šolo je končala na srednji šoli Syosset v Syossetu, Long Island leta 1999. Zaradi končnih izpitov v srednji šoli je preskočila premiero filma Vojna zvezd: Epizoda I - Grozeča prikazen.
Leta 2003 je Natalie Portman diplomirala iz psihologije na Harvardu. »Ni mi mar, če kolidž uniči mojo kariero,« je po podatkih kanala Fox News povedala za revijo New York Post. »Raje sem pametna kot filmska zvezda.« Na Harvardu je bila asistentka Alana Dershowitza pri raziskovanju. V času šolanja na Harvardu je prebivala v študentskem domu Lowell in napisala pismo časopisu Harvard Crimson, v katerem je kritizirala esej o izraelskih dejanjih proti Palestincem.
Natalie Portman je spomladi leta 2004 obiskala hebrejsko univerzo v Jeruzalemu. Marca 2006 je predavala na univerzi Columbia med predavanju o terorizmu in boju proti slednjemu ter govorila o svojem novem filmu, V kot vroče maščevanje.
Natalie Portman je že v otroštvu pokazala zanimanje za tuje jezike in učila se je francoski, japonščine, nemščine in arabščine.
Kot študentka je bila soavtorica dveh raziskovalnih dokumentov, ki so jih kasneje tudi objavili v nekaj raziskovalnih revijah. Dokument z naslovom A Simple Method To Demonstrate the Enzymatic Production of Hydrogen from Sugar (Enostavna metoda za prikazovanje encimske proizvodnje vodika iz sladkorja) je sodelovala pri tekmovanju Iskanje znanstvenih talentov, kjer je zasedel drugo mesto. Leta 2002 je prispevala k študiju o pomnilniku, imenovanem Frontal Lobe Activation During Object Permanence. Takrat je še študirala na Harvardu.

## Kariera

### Zgodnje delo
Natalie Portman je pri štirih letih pričela obiskovati učne ure plesa in pričela je nastopati na mnogih lokalnih prireditvah. Pri desetih letih ji je agent podjetja Revlon ponudil delo fotomodela, vendar je ponudbo zavrnila, da bi se osredotočila na igranje. V nekem intervjuju je dejala, da je bila »drugačna od drugih otrok. Bila sem bolj ambiciozna, vedela sem, kaj mi je všeč in kaj si želim in za to sem trdo delala. Bila sem zelo resen otrok.«
Natalie Portman se je med počitnicami vpisala v igralski kamp. Pri desetih je odšla na avdicijo za Off-Broadwayjsko gledališko igro Ruthless!, muzikal o dekletu, ki je pripravljena moriti za to, da dobi glavno vlogo v neki gledališki igri. Vlogo je nazadnje dobila Laura Bell Bundy, za njeni zamenjavi pa so izbrali Natalie Portman in bodočo pop zvezdnico Britney Spears. Leta 1994 je odšla na avdicijo za vlogo sirote, ki se spoprijatelji z morilcem v srednjih letih v filmu Luca Bessona, Léon. Kmalu zatem, ko je dobila vlogo, je prevzela dekliški priimek svoje babice, »Portman« za svoje umetniško ime, da bi obdržala zasebnost in zaščitila identiteto svoje družine. Léon se je premierno predvajal 18. novembra 1994 in je postal njen filmski prvenec. Kmalu zatem je posnela kratki film z naslovom Developing, ki je izšel na televiziji.

### 1995–2000: Preboj
V sredi devetdesetih je Natalie Portman zaigrala manjše vloge v filmih Vročina, Ljubim te, pravijo vsi in Mars napada! ter glavno vlogo v filmu Beautiful Girls. Bila je prva izbira za igranje Julije Capulet v filmu Romeo + Julija, vendar so se kasneje producenti premislili, saj naj njena starost (takrat je imela 15 let) ne bi bila primerna za to vlogo. Kasneje so vlogo dodelili dve leti starejši Claire Danes. Leta 1997 je upodobila Ano Frank v Broadwayski upodobitvi knjige Dnevnik Ane Frank.
Leta 1997 je Natalie Portman dobila vlogo Padmé Amidala v filmski trilogiji Vojna zvezd. Prvi film, Vojna zvezd Epizoda I: Grozeča prikazen, so pričeli snemati junija 1997, izšel pa je maja 1999. Po snemanju filma Vojna zvezd Epizoda I: Grozeča prikazen je zavrnila glavno vlogo v filmu Anywhere but Here, zaradi prizora spolnosti v njem, a režiser Wayne Wang in igralka Susan Sarandon sta bila pripravljena spremeniti scenarij; ko je dobila v roke na novo napisano besedilo, se je pridružila igralski ekipi filma, ki je kasneje izšel pozno v letu 1999. Kritičarka Mary Elizabeth Williams je v reviji Salon Natalie Portman označila za »osupljivo« in rekla, da je malo igralk, ki bi pri njenih letih lahko kakršnokoli vlogo odigrale tako dobro, kot je ona to. Za svojo vlogo Ann August je bila Natalie Portman nominirana za zlati globus v kategoriji za »najboljšo stransko igralko«. Nato je zaigrala vlogo najstniške matere v filmu Tam, kjer je srce, ki se je premierno predvajal aprila 2000.

### 2001–2006: Nadaljevanje zVojno zvezdinV kot vroče maščevanje
Po snemanju filma Tam, kjer je srce, se je Natalie Portman preselila na Harvard, da bi doštudirala psihologijo. V intervjuju leta 1999 je povedala, da v Vojni zvezd naslednja štiri leta ne bo igrala, saj se želi osredotočiti predvsem na študij. Med poletnimi počitnicami od junija do septembra 2000 je vseeno snemala film Vojna zvezd: Epizoda II - Napad klonov v Sydneyju ter sodelovala tudi pri dodatni produkciji v Londonu.
Julija 2001 je zaigrala v gledališki igri Antona Chekhova v javnem gledališču v New York Cityju, naslovljeni kot The Seagull, ki jo je režiral Mike Nichols; poleg Meryl Streep, Kevina Klinea in Philipa Seymourja Hoffmana je zaigrala vlogo Nine. Igro so izvajali tudi v gledališču Delacorte v Central Parku. Istega leta se je poleg še mnogih drugih slavnih pojavila v komediji Zoolander (2001). Imela je tudi manjšo vlogo v filmu Hladni vrh ob Judeu Lawu in Nicole Kidman.
Leta 2004 je zaigrala v filmih Stanje zamaknjenosti in Bližnji odnosi. Film Stanje zamaknjenosti je bila uradna izbira za predvajanje na filmskem festivalu Sundance in prejel nagrado Independent Spirit Award v kategoriji za »najboljši film«. Za svoj nastop v filmu Alice je prejela zlati globus ter bila nominirana za oskarja v kategoriji za »najboljšo stransko igralko«.
Zadnji del iz trilogije Vojna zvezd, Epizoda III - Maščevanje Sitha, je izšel 19. maja 2005. Film je postal najbolje prodajani film leta 2005, prejel pa je tudi nagrado People's Choice Award v kategoriji za »najljubši film«. Istega leta je posnela film Free Zone ter film Goyeve prikazni režiserja Miloša Formana. Režiser je sicer ni videl še v nobenem drugem filmu, a spominjala ga je na sliko Francisca Goya, zato jo je želel spoznati.
4. marca 2006 je Natalie Portman gostila televizijsko oddajo Saturday Night Live. V napovedniku epizode se je prikazala kot divja raperka (poleg nje je zaigral tudi Andy Samberg) in v intervjuju s Chrisom Parnellom je v šali dejala, da je na Harvardu kadila marihuano in jemala kokain. Pesem, ki je nosila naslov »Natalie's Rap« so skupaj z drugimi skeči iz epizode izdali na albumu Incredibad glasbene skupine Lonely Island. V enem izmed skečov je zaigrala študentko po imenu Rebecca Hershlag (njen pravi priimek) med bar micvo, ob njej pa se je kot profesor znanosti pojavil njen pravi oče.
Film V kot vroče maščevanje je izšel zgodaj leta 2006. V filmu je zaigrala Evey Hammond, mlado žensko, ki jo pred tajno policijo rešil glavni lik, V. Natalie Portman je zato, da je govorila z angleškim naglasom, najela glasovnega učitelja, za vlogo pa si je pobrila glavo, kar so mediji tudi večkrat komentirali.
Natalie Portman je veliko prispevala k politični pomembnosti filma V kot vroče maščevanje in svoj lik, ki se je pridružil protivladni organizaciji, označila za »pogosto slabo žensko, ki počne stvari, ki vam ne bodo všeč« in da si je »želela biti del filma zato, ker sem iz Izraela, kjer smo se že kot otroci vsak dan pogovarjali o terorizmu in nasilju.« Dejala je, da film »ne pokaže jasno, kaj je slabo in kaj je dobro. Občinstvo spoštuje dovolj, da to prepusti njihovemu lastnemu mnenju.« Oba filma, Goyeve prikazni in Free Zone, so leta 2006 izdali v omejeni izdaji.

### 2007–2009:Druga sestra BoleyninStanje zamaknjenosti
Že leta 2006 je Natalie Portman pričela snemati film Wonga Kar-waija, Moje borovničeve noči, ki je izšel zgodaj leta 2007. Filmski kritiki so hvalili njeno upodobitev Leslie v filmu, saj »končno ni zaigrala brezdomke ali otroške princeske, temveč odraslo žensko s pravim telesom... a v resnici ni tako sproščena kot se zdi... Uporablja podobno igralsko tehniko kot v svojih prejšnjih filmih.« Natalie Portman je posodila glas dekletu Barta Simpsona, Darcy, v televizijski seriji Simpsonovi v epizodi »Little Big Girl« osemnajste sezone.
Novembra 2007 je izdala otroški film Trgovina čudežev gospoda Magoriuma, katerega snemanje se je pričelo aprila 2006; dejala je, da je bilo »vznemerljivo posneti film za otroke.« Pozno leta 2006 je pričela snemati zgodovinsko dramo Druga sestra Boleyn, kjer je zaigrala Anne Boleyn; poleg nje sta kot Henrik VIII. Angleški in Mary Boleyn zaigrala Eric Bana in Scarlett Johansson. Revija Blender jo je imenovala za eno izmed najprivlačnejših oseb v filmih in na televiziji.
Natalie Portman se je pojavila v videospotu za pesem »Dance Tonight« Paula McCartneyja z njegovega albuma Memory Almost Full (2007). Videospot je režiral Michel Gondry. Poleg Jasona Schwartzmana je zaigrala v kratkem filmu filmu Wesa Andersona, Hotel Chevalier. Za film je posnela svoj drugi prizor, v katerem se je slekla - prvič se je pred kamerami slekla za film Goyeve prikazni. Maja 2008 je Natalie Portman pri sedemindvajsetih letih postala najmlajša članica porote na 61. filmskem festivalu v Cannesu, leta 2009 pa je poleg Tobeyja Maguirea in Jakea Gyllenhaala zaigrala v filmu Brothers, različici istoimenskega danskega filma iz leta 2004. Istega leta je imela tudi manjšo vlogo v romantičnem filmu New York, I Love You. Film je sestavljalo deset delov in vsak del so napisali in režirali različni ljudje - Natalie Portman je napisala in režirala osmi del filma.
Leta 2008 je Natalie Portman posnela svoj režiserski prvenec, ki se je premierno predvajal na beneškem filmskem festivalu. Film Eve je kratki film o mladi ženski, ki jo njena babica zvleče na svoj romantičen zmenek. Natalie Portman je povedala, da jo je že od nekdaj zanimala starejša generacija, lik Evine babice v filmu pa je navdihnila njena prava babica.

### 2010 - danes:Črni labodin zdajšnji projekti
Leta 2010 je Natalie Portman zaigrala veteransko balerino Nino Sayers v dramskem filmu Darrena Aronofskyja, Črni labod, vlogo, o kateri je kritik Kurt Loder napisal: »Natalie Portman nam s tem nastopom prikaže enega izmed svojih najbolj izpopolnjenih nastopov, kar nekaj pove.« Da bi se pripravila na vlogo, je Natalie Portman šest mesecev pet do osem ur na dan trenirala ples in izgubila skoraj deset kilogramov. Poleg nje so v filmu zaigrali še Vincent Cassel, Mila Kunis in Barbara Hershey, premierno pa se je predvajal 1. septembra 2010 na beneškem filmskem festivalu. Film so kritiki zelo hvalili, pohvalili pa so tudi nastop Natalie Portman. Mike Goodridge iz revije Screen Daily je, na primer, napisal: »Od [Natalie Portman] v vlogi Nine kar ne moremo odvrniti oči ... dobro upodobi zmedenost zatrte mlade ženske, ki jo vržejo v svet nevarnosti in skušnjav s pridihom grozljive resničnosti.«
Leta 2011 je dobila tako zlati globus kot oskarja v kategoriji za »najboljšo glavno igralko« za svojo upodobitev Nine Sayers v filmu Črni labod. Potem, ko je Natalie Portman prejela oskarja za svoj nastop v filmu Črni labod, je prišlo do kontroverznosti za uporabe dvojnice pri plesu, kjer v filmu balerina nastopi na razsutih rekvizitih. Sarah Lane, ena izmed njenih dvojnic, je trdila, da je igralka posnela samo pet procentov vseh prizorov plesa v filmu in dodala, da filmski producenti o tem zaradi sezone oskarjev niso govorili. Režiser Darren Aronofsky je branil Natalie Portman in izdal izjavo, v kateri je napisal, da je opravila vsaj 80 % svojega plesnega dela v filmu.
Še leta 2010 je zaigrala v ne tako pomembnem filmu Hesher. Naslednji film Natalie Portman, Gola zabava, je izšel 21. januarja 2011. V filmu je poleg Ashtona Kutcherja zaigrala dr. Emmo K. Kurtzman, ki se, razočarana nad svojimi prejšnjimi razmerji, s svojim dolgoletnim prijateljem Adamom odloči za zvezo brez obveznosti. Kritiki so filmu dodelili mešane ocene, tako kot nastopu Natalie Portman v filmu. Za svoj nastop v filmu je bila nagrajena z nagrado Teen Choice Award v kategoriji za »izbiro filmske igralke: Romantična komedija«. Temu filmu je sledil film Vitez in sitnež, v katerem je poleg Jamesa Franca, Dannyja McBridea, Justina Therouxa in Zooey Deschanel zaigrala Isabel, divjo bojevnico, ki se zaljubi v nerodnega princa (Danny McBride). Zaigrala je tudi Jane Foster v akcijsko-domišljiskem filmu Kennetha Branagha, Thor, poleg Chrisa Hemswortha. Leta 2010 je Natalie Portman opustila prej že sprejeto glavno vlogo Elizabeth Bennet v filmski upodobitvi romana Pride and Prejudice and Zombies. Kljub temu, da v filmu ne bo igrala, ostaja producentka projekta. Razlog za to, da je zavrnila vlogo, naj bi bilo »prekrivanje urnikov«. Film nameravajo izdati leta 2013, disturbiralo ga bo podjetje Lionsgate, režiral pa ga bo Craig Gillespie, ki je pogodbo za režijo podpisal 18. aprila leta 2011.
Natalie Portman je dejala, da si bo zaradi rojstva sina za nekaj časa vzela premor od svoje kariere. Kljub temu naj bi podpisala pogodbo za tri filme: za film Best Buds, ki bo izšel leta 2014 in za filma Booksmart, ki naj bi ga tudi producirala, ter Important Artifacts and Personal Property from the Collection of Lenore Doolan and Harold Morris, Including Books, Street Fashion, and Jewelry, filmsko upodobitev istoimenskega romana Leanne Shapton, pa ju bodo izdali leta 2015.

## Socialno in politično delo
Natalie Portman zelo podpira organizacije, ki se zavzemajo za pravico živali. Ne je živalskih izdelkov in ne nosi krzna, usnja ali perja. »Vse moje čevlje izdela Target ali Stella McCartney,« je povedala. Leta 2007 je ustvarila lasten brand z oblekami in obutvijo, ki se jih ne izdeluje iz živali.
Leta 2007 je Natalie Portman odpotovala v Ruando z Jackom Hanno z dokumentarnim filmom Gorillas on the Brink. Kasneje je ob poimenovanju ene izmed goril majhno gorilo krstila za Gukino, kar pomeni »igrati se«. Natalie Portman že od otroštva podpira organizacije, ki se zavzemajo za varovanje okolja in že v otroštvu se je pridružila organizaciji World Patrol Kids. Je tudi članica organizacije OneVoice Movement.
Natalie Portman podpira tudi organizacije, ki se borijo proti revščini. V letih 2004 in 2005 je obiskala Ugando, Guatemalo in Ekvador kot ambasadorka upanja organizacije FINCA International, ki promovira manjša posojila ženskam v finančnih težavah z lastnimi podjetji v razvijajočih se državah. V intervjuju v zaodrju koncerta Live 8 v Filadelfiji in v PBS-jevi oddaji Foreign Exchange with Fareed Zakaria je govorila o mikrofinancah. Voditelj oddaje Fareed Zakaria je dejal, da ga je »na začetku skrbelo zaradi slavnih, ki govorijo o stvareh, ki so trenutno v modi«, vendar je med snemanjem spoznal, da Natalie Portman »zares ve, o čem govori«.
V epizodi »Voices« 29. aprila 2007 oddaje This Week with George Stephanopoulos je Natalie Portman govorila o svojem delu za organizacijo FINCA in o tem, kako pomagati ženskam in otrokom iz tretjega sveta. Jeseni leta 2007 je obiskala mnogo univerz, kot so Harvard, USC, UCLA, UC Berkeley, Stanford, Princeton, univerza v New Yorku in univerza Columbia, kjer je študentom predavala o moči mikrofinanc ter o tem, kako lahko s tem pomagajo družinam s posojili, s katerimi se lahko znebijo revščine.
Leta 2010 je Natalie Portman za svoja dobrodelna dela in popularnost med mladimi prejela nominacijo za VH1-jevo nagrado »Do Something Award«.
Natalie Portman podpira demokratsko stranko in pri volitvah leta 2004 je podpirala predsedniškega kandidata Johna Kerryja, leta 2008 pa newyorško senatorko Hillary Clinton. Kasneje je podpirala senatorja Illionsa, Baracka Obamo. Leta 2008 je v nekem intervjuju povedala: »Všeč mi je bil celo John McCain. Sicer se ne strinjam z njegovim stališčem o vojni - kar je zelo pomembno - a mislim, da je zelo moralen.«

## Zasebno življenje
V intervjuju z revijo Vogue je Natalie Portman igralca in glasbenika Lukasa Haasa ter glasbenika Mobyja označila za svoja dobra prijatelja. Potem, ko je zaigrala v videospotu za njegovo pesem »Carmensita« je pričela z razmerjem z ameriškim folk pevcem Devendro Banhartom, ki pa se je končalo septembra 2008. Zgodaj leta 2009 je na snemanju filma Črni labod spoznala baletnika Benjamina Millepieda, ki je bil koreograf na snemanju. Do konca leta 2009 sta pričela hoditi. 27. decembra 2010 je tiskovni predstavnik Natalie Portman objavil, da se je par zaročil in da bo poleti naslednjega leta dobil prvega otroka. Junija 2011 je rodila svojega prvega otroka, sina, ki ga je poimenovala Aleph Portman-Millepied.
Ko so jo leta 2002 vprašali, ali verjame v posmrtno življenje je odgovorila: »Ne, ne verjamem. Mislim, da je to edino življenje, ki ga živim in da ga živim najboljše, kot je mogoče.« Leta 2006 je dejala, da se je, ko je živela v Izraelu, počutila bolj judovsko in da bi otroke rada vzgajala v judovski veri: »Ena izmed mojih prioritet je zagotovo tudi to, da bi otroke vzgajala kot Jude, a za to bi si morala za partnerja najti zelo dobro osebo.«
Natalie Portman, ki je že od otroštva vegetarijanka, je veganka postala leta 2009, po tem ko je prebrala roman pisatelja Jonathana Safrana Foerja, Eating Animals.

## Filmografija

### Filmi
| Leto | Naslov                                      | Vloga                  | Opombe                 |
| ---- | ------------------------------------------- | ---------------------- | ---------------------- |
| 1994 | Léon                                        | Mathilda               |                        |
| 1994 | Developing                                  | Nina                   | 23-minutni kratki film |
| 1995 | Vročina                                     | Lauren Gustafson       |                        |
| 1996 | Beautiful Girls                             | Marty                  |                        |
| 1996 | Ljubim te, pravijo vsi                      | Laura Dandridge        |                        |
| 1996 | Mars napada!                                | Taffy Dale             |                        |
| 1999 | Vojna zvezd                                 | Padmé Amidala          |                        |
| 1999 | Anywhere but Here                           | Ann August             |                        |
| 2000 | Tam, kjer je srce                           | Novalee Nation         |                        |
| 2001 | Zoolander                                   | Ona                    |                        |
| 2002 | Vojna zvezd: Epizoda II - Napad klonov      | Padmé Amidala          |                        |
| 2003 | Hladni vrh                                  | Sara                   |                        |
| 2004 | Stanje zamaknjenosti                        | Samantha               |                        |
| 2004 | Bližnji odnosi                              | Alice Ayres/Jane Jones |                        |
| 2005 | Vojna zvezd: Epizoda III - Maščevanje Sitha | Padmé Amidala          |                        |
| 2005 | Free Zone                                   | Rebecca                |                        |
| 2006 | V kot vroče maščevanje                      | Evey Hammond           |                        |
| 2006 | Paris, je t'aime                            | Francine               |                        |
| 2006 | Goyeve prikazni                             | Ines Bilbatua & Alicia |                        |
| 2007 | Moje borovničeve noči                       | Leslie                 |                        |
| 2007 | The Darjeeling Limited                      | Jackova bivša          |                        |
| 2007 | Hotel Chevalier                             | Jackova bivša          | 13-minutni kratki film |
| 2007 | Trgovina čudežev gospoda Magoriuma          | Molly Mahoney          |                        |
| 2008 | Druga sestra Boleyn                         | Anne Boleyn            |                        |
| 2009 | New York, I Love You                        | Rifka                  |                        |
| 2009 | Brothers                                    | Grace Cahill           |                        |
| 2010 | Hesher                                      | Nicole                 |                        |
| 2010 | Črni labod                                  | Nina Sayers            |                        |
| 2011 | Thor                                        | Jane Foster            |                        |
| 2011 | Vitez in sitnež                             | Isabel                 |                        |
| 2011 | Gola zabava                                 | Emma Kurtzman          |                        |

### Televizija
| Leto      | Naslov                | Vloga                               | Opombe                                                                                                  |
| --------- | --------------------- | ----------------------------------- | --- |
| 2003–2004 | Sesame Street         | Ona/Natalie                         | Sezona 34, epizoda: »Oscar Needs a Change of Scenery« Sezona 35, epizoda: »Alan's Vacation Replacement« |
| 2006      | Saturday Night Live   | Gost                                | Sezona 31, epizoda 13                                                                                   |
| 2006      | The Armenian Genocide | Aurora Mardiganian (pripovedovalka) | Dokumentarni film                                                                                       |
| 2007      | Simpsonovi            | Darcy                               | Sezona 18, epizoda: »Little Big Girl« (glas)                                                            |

### Teater
| Leto | Naslov            | Vloga     | Opombe |
| ---- | ----------------- | --------- | ------ |
| 1994 | Ruthless !!       |           |        |
| 1997 | Dnevnik Ane Frank | Ana Frank |        |
| 2001 | The Seagull       |           |        |

## Nagrade in nominacije
| Nagrada                                                   | Kategorija                                                                          | Leto | Naslov dela                                 | Osvojila? |
| --------------------------------------------------------- | ----------------------------------------------------------------------------------- | ---- | ------------------------------------------- | --------- |
| Oskar                                                     | Najboljša stranska igralka                                                          | 2005 | Bližnji odnosi                              | Ne        |
| Oskar                                                     | Najboljša igralka                                                                   | 2011 | Črni labod                                  | Da        |
| Academy Award                                             | Best Supporting Actress                                                             | 2005 | Bližnji odnosi                              | Ne        |
| Alliance of Women Film Journalists Award                  | Najboljša igralka                                                                   | 2011 | Črni labod                                  | Ne        |
| Boston Society of Film Critics Award                      | Najboljša igralka                                                                   | 2010 | Črni labod                                  | Da        |
| British Academy of Film and Television Arts (BAFTA)       | Najboljša igralka v stranski vlogi                                                  | 2005 | Bližnji odnosi                              | Ne        |
| British Academy of Film and Television Arts Award (BAFTA) | Najboljša igralka v glavni vlogi                                                    | 2011 | Črni labod                                  | Da        |
| Broadcast Film Critics Association Award                  | Najboljša stranska igralka                                                          | 2005 | Bližnji odnosi                              | Ne        |
| Broadcast Film Critics Association Award                  | Najboljša igralska zasedba (skupaj z Judeom Lawom, Cliveom Owenom in Julio Roberts) | 2005 | Bližnji odnosi                              | Ne        |
| Broadcast Film Critics Association Award                  | Najboljša stranska igralka                                                          | 2011 | Črni labod                                  | Da        |
| Chicago Film Critics Association Award                    | Najboljša stranska igralka                                                          | 1996 | Beautiful Girls                             | Ne        |
| Chicago Film Critics Association Award                    | Najbolj obljubljajoča igralka                                                       | 1996 | Beautiful Girls                             | Ne        |
| Chicago Film Critics Association Award                    | Najboljša stranska igralka                                                          | 2009 | Brothers                                    | Ne        |
| Zlati globus                                              | Najboljša stranska igralka - Film                                                   | 2000 | Anywhere but Here                           | Ne        |
| Zlati globus                                              | Najboljša stranska igralka - Film                                                   | 2005 | Bližnji odnosi                              | Da        |
| Zlati globus                                              | Najboljša igralka v filmu - Drama                                                   | 2011 | Črni labod                                  | Da        |
| Zlata malina                                              | Naslabši par na ekranu]] (skupaj z Jakeom Lloydom)                                  | 1999 | Vojna zvezd Epizoda I: Grozeča prikazen     | Ne        |
| Zlata malina                                              | Najslabša igralka                                                                   | 2003 | Vojna zvezd: Epizoda II - Napad klonov      | Ne        |
| Zlata malina                                              | Najslabši par na ekranu (skupaj s Haydenom Christensenom)                           | 2003 | Vojna zvezd: Epizoda II - Napad klonov      | Ne        |
| Independent Spirit Award                                  | Najboljša glavna ženska vloga                                                       | 2011 | Črni labod                                  | Da        |
| Irish Film and Television Award                           | Najboljša mednarodna igralka                                                        | 2005 | Stanje zamaknjenosti                        | Ne        |
| London Film Critics' Circle Award                         | Igralka leta                                                                        | 2005 | Bližnji odnosi                              | Ne        |
| London Film Critics' Circle Award                         | Igralka leta                                                                        | 2011 | Črni labod                                  | Ne        |
| MTV Movie Award                                           | Najboljši ženski nastop                                                             | 2005 | Stanje zamaknjenosti                        | Ne        |
| MTV Movie Award                                           | Najboljši ženski nastop                                                             | 2011 | Črni labod                                  | Ne        |
| MTV Movie Award                                           | Najboljši poljub (skupaj z Zachom Braffom)}}                                        | 2005 | Stanje zamaknjenosti                        | Ne        |
| MTV Movie Award                                           | Najljubši poljub (skupaj z Milo Kunis)                                              | 2011 | Črni labod                                  | Ne        |
| MTV Movie Award                                           | Najboljši prestrašeni trenutek                                                      | 2011 | Črni labod                                  | Ne        |
| National Board of Review of Motion Pictures Award         | Najboljša igralska zasedba (skupaj z Judeom Lawom, Cliveom Owenom in Julio Roberts) | 2004 | Bližnji odnosi                              | Da        |
| New York Film Critics Online Award                        | Najboljša igralka                                                                   | 2010 | Črni labod                                  | Da        |
| Online Film Critics Society Award                         | Najboljša stranska igralka                                                          | 2005 | Bližnji odnosi                              | Ne        |
| Online Film Critics Society Award                         | Najboljša igralka                                                                   | 2010 | Črni labod                                  | Da        |
| People's Choice Award                                     | Najljubši izgled                                                                    | 2005 |                                             | Ne        |
| San Diego Film Critics Society Award                      | Najboljša stranska igralka                                                          | 2004 | Bližnji odnosi                              | Da        |
| Satellite Award                                           | Najboljša stranska igralka - Drama                                                  | 2005 | Bližnji odnosi                              | Ne        |
| Satellite Award                                           | Najboljša igralka - Glasbeni film ali komedija                                      | 2005 | Stanje zamaknjenosti                        | Ne        |
| Satellite Award                                           | Najboljša igralka v drami                                                           | 2010 | Črni labod                                  | Ne        |
| Saturn Award                                              | Najboljši nastop mlajšega igralca                                                   | 2000 | Vojna zvezd Epizoda I: Grozeča prikazen     | Ne        |
| Saturn Award                                              | Najboljša igralka                                                                   | 2003 | Vojna zvezd: Epizoda II - Napad klonov      | Ne        |
| Saturn Award                                              | Najboljša igralka                                                                   | 2006 | Vojna zvezd: Epizoda III - Maščevanje Sitha | Ne        |
| Saturn Award                                              | Najboljša igralka                                                                   | 2006 | V kot vroče maščevanje                      | Da        |
| Saturn Award                                              | Najboljša igralka                                                                   | 2010 | Brothers                                    | Ne        |
| Saturn Award                                              | Najboljša igralka                                                                   | 2011 | Črni labod                                  | Da        |
| Screen Actors Guild Award                                 | Izstopajoči nastop ženske igralke v glavni vlogi                                    | 2011 | Črni labod                                  | Da        |
| Teen Choice Award                                         | Izbira filmske igralke                                                              | 2000 | Tam, kjer je srce                           | Ne        |
| Teen Choice Award                                         | Izbira filmske igralke: Drama/Akcijska avantura                                     | 2002 | Vojna zvezd: Epizoda II - Napad klonov      | Da        |
| Teen Choice Award                                         | Izbira filmske kemije (skupaj s Haydenom Christensenom)                             | 2002 | Vojna zvezd: Epizoda II - Napad klonov      | Ne        |
| Teen Choice Award                                         | Izbira filmske igralke: Drama                                                       | 2005 | Bližnji odnosi                              | Ne        |
| Teen Choice Award                                         | Izbira filmske igralke: Drama                                                       | 2005 | Stanje zamaknjenosti                        | Ne        |
| Teen Choice Award                                         | Izbira filmske igralke: Akcija/Avantura                                             | 2005 | Vojna zvezd: Epizoda III - Maščevanje Sitha | Ne        |
| Teen Choice Award                                         | Izbira filmskega lažnivca                                                           | 2005 | Stanje zamaknjenosti                        | Ne        |
| Teen Choice Award                                         | Izbira filmske šminke                                                               | 2005 | Stanje zamaknjenosti                        | Ne        |
| Teen Choice Award                                         | Izbira filmske ljubezenske scene                                                    | 2005 | Stanje zamaknjenosti                        | Ne        |
| Teen Choice Award                                         | Izbira filmske igralke: Drama/Akcijska avantura                                     | 2006 | V kot vroče maščevanje                      | Ne        |
| Teen Choice Award                                         | Izbira filmske igralke: Drama                                                       | 2011 | Črni labod                                  | Da        |
| Teen Choice Award                                         | Izbira filmske igralke: Romantična komedija                                         | 2011 | Gola zabava                                 | Ne        |
| Teen Choice Award                                         | Izbira filmske šminke                                                               | 2011 | Black Swan                                  | Ne        |
| Toronto Film Critics Association Award                    | Najboljša igralka                                                                   | 2011 | Črni labod                                  | Ne        |
| Vancouver Film Critics Circle Award                       | Najboljša stranska igralka                                                          | 2005 | Bližnji odnosi                              | Ne        |
| Vancouver Film Critics Circle Award                       | Najboljša stranska igralka                                                          | 2005 | Stanje zamaknjenosti                        | Ne        |
| Vancouver Film Critics Circle Award                       | Najboljša igralka                                                                   | 2011 | Črni labod                                  | Ne        |
| Washington D.C. Area Film Critics Association Award       | Najboljša igralka                                                                   | 2010 | Črni labod                                  | Ne        |
| Young Artist Award                                        | Najboljši nastop v filmu - Glavna mlada igralka                                     | 2000 | Anywhere but Here                           | Ne        |
| Young Artist Award                                        | Najboljši nastop v filmu - Glavna mlada igralka                                     | 2001 | Tam, kjer je srce                           | Ne        |